# Eurytoma picea
Eurytoma picea är en stekelart som beskrevs av Bugbee 1967. Eurytoma picea ingår i släktet Eurytoma och familjen kragglanssteklar. Inga underarter finns listade i Catalogue of Life.